# Paspalum canarae
Paspalum canarae là một loài thực vật có hoa trong họ Hòa thảo. Loài này được (Steud.) Veldkamp mô tả khoa học đầu tiên năm 1973.